# William Mason (poeta)
William Mason (1724-1797) fue un poeta inglés, editor, y tracista de jardines y tratadista de jardinería. 
Nació en Hull y estudió en la Escuela de Gramática del St John's College, Cambridge.  Fue ordenado sacerdote en 1754 y ocupó varios puestos en la iglesia. 
En 1747, su poema "Musaeus, a Monody on the Death of Mr. Pope" se publicó con gran éxito y rápidamente se hicieron varias ediciones.
Entre sus otras obras están las tragedias históricas Elfrida (1752) y Caractato (1759) (ambos utilizados en la traducción de libretos de óperas del siglo XVIII: Elfrida - Paisiello y LeMoyne, Caractacus - Sacchini (como Arvire et Evelina)) y un largo poema en jardinería, The English Garden (tres volúmenes, desde 1772 hasta 1782). Sus diseños incluyen un jardín para el segundo conde de Harcourt. Ha publicado los poemas de D. Gray, un amigo que fue de una gran influencia en su propia obra, en 1775. En 1785 él fue la elección que William Pitt el Joven hizo para suceder a William Whitehead como Poet Laureate, pero rechazó la recompensa.